# Pallyong-dong
Pallyong-dong (koreanska: 팔룡동) är en stadsdel i staden Changwon i provinsen Södra Gyeongsang i den sydöstra delen av Sydkorea, 300 km sydost om huvudstaden Seoul. Den ligger i stadsdistriktet Uichang-gu.